# Transocean Air Lines
Transocean Air Lines (kurz TAL, auch bekannt als Taloa), gegründet 1946 als ONAT (Orvis Nelson Air Transport Company), war eine in Oakland beheimatete US-amerikanische Fluggesellschaft, die weltweite Bedarfsflüge anbot. Das Unternehmen wurde unter anderem mit der Wiederaufnahme des Luftverkehrs zwischen den Pazifischen Inseln betraut. Transocean Air Lines führte zivile sowie militärische Auftragsflüge aus und setzte ihre Maschinen zudem im Wet-Lease für andere Fluglinien ein. Anfang der 1950er-Jahre war sie die weltweit größte Charterfluggesellschaft („Supplemental Airlines“). Zu dieser Zeit beschäftigte das Unternehmen rund 3000 Angestellte und verfügte neben einer Flotte von mehr als 100 Flugzeugen über ein internationales Netz von Niederlassungen und Wartungsstationen. Die Gesellschaft geriet ab Mitte der 1950er-Jahre in wirtschaftliche Schwierigkeiten und meldete im Jahr 1960 Insolvenz an.

## Gründung
Anfang 1946 hatte sich United Air Lines im Rahmen einer Ausschreibung dazu verpflichtet, pro Tag zwei militärische Charterflüge von Kalifornien nach Hawaii einzurichten, jedoch besaß die Gesellschaft nicht genügend eigenes Personal, um diesen elfmonatigen Auftrag zu erfüllen. Die Geschäftsleitung bot dem United-Piloten Orvis M. Nelson an, die Flüge zu organisieren und sie im Subcharter für das Unternehmen durchzuführen. Orvis Nelson, der während des Zweiten Weltkriegs im Air Transport Command (ATC) gedient hatte, konnte ehemalige Geschwadermitglieder für das Vorhaben gewinnen. Der Flugbetrieb wurde am 16. März 1946 unter dem Namen Orvis Nelson Air Transport Company (ONAT) mit zwölf geleasten Douglas DC-4/C-54 fristgerecht aufgenommen. Am 1. Juni 1946 erhielt die Gesellschaft den Namen Transocean Air Lines. Noch im selben Jahr schloss Nelson einen zweijährigen Vertrag mit Philippine Air Lines ab und führte mit weiteren Douglas C-54 deren erste Linienflüge nach Kalifornien sowie später nach Europa aus. Zeitgleich eröffnete er die Taloa Flight Academy in Oakland, ein internationales Ausbildungszentrum für Piloten und Flugingenieure. Dieses Tochterunternehmen setzte zeitweise über 50 einmotorige Maschinen für Schulungszwecke ein.
Im Jahr 1947 konnte Transocean Air Lines mehrere langfristige Charterverträge abschließen und beförderte rund 7000 Einwanderer aus Großbritannien nach Kanada sowie Arbeiter der Fischereiwirtschaft von Seattle und Kalifornien nach Alaska. Daneben führte die Gesellschaft viele Einzelaufträge auf internationalen Gelegenheitsflügen durch. Um Leerflüge zu vermeiden, wurde nach der Ankunft am Zielort neue Fracht akquiriert, so dass die Maschinen häufig mehrere Flughäfen ansteuerten, bevor sie beladen nach Oakland zurückkehrten. Dieses Geschäftsmodell, dass der Trampschifffahrt ähnelte, führte zu den ersten Erdumrundungen einzelner Maschinen. Im Frühjahr 1948 beauftragte die US-Regierung das Unternehmen mit der Überführung von 150 Transportflugzeugen des Typs Curtiss C-46 nach Shanghai, wo sie an die Truppen Chiang Kai-sheks übergeben wurden.

## Weltweite Einsätze

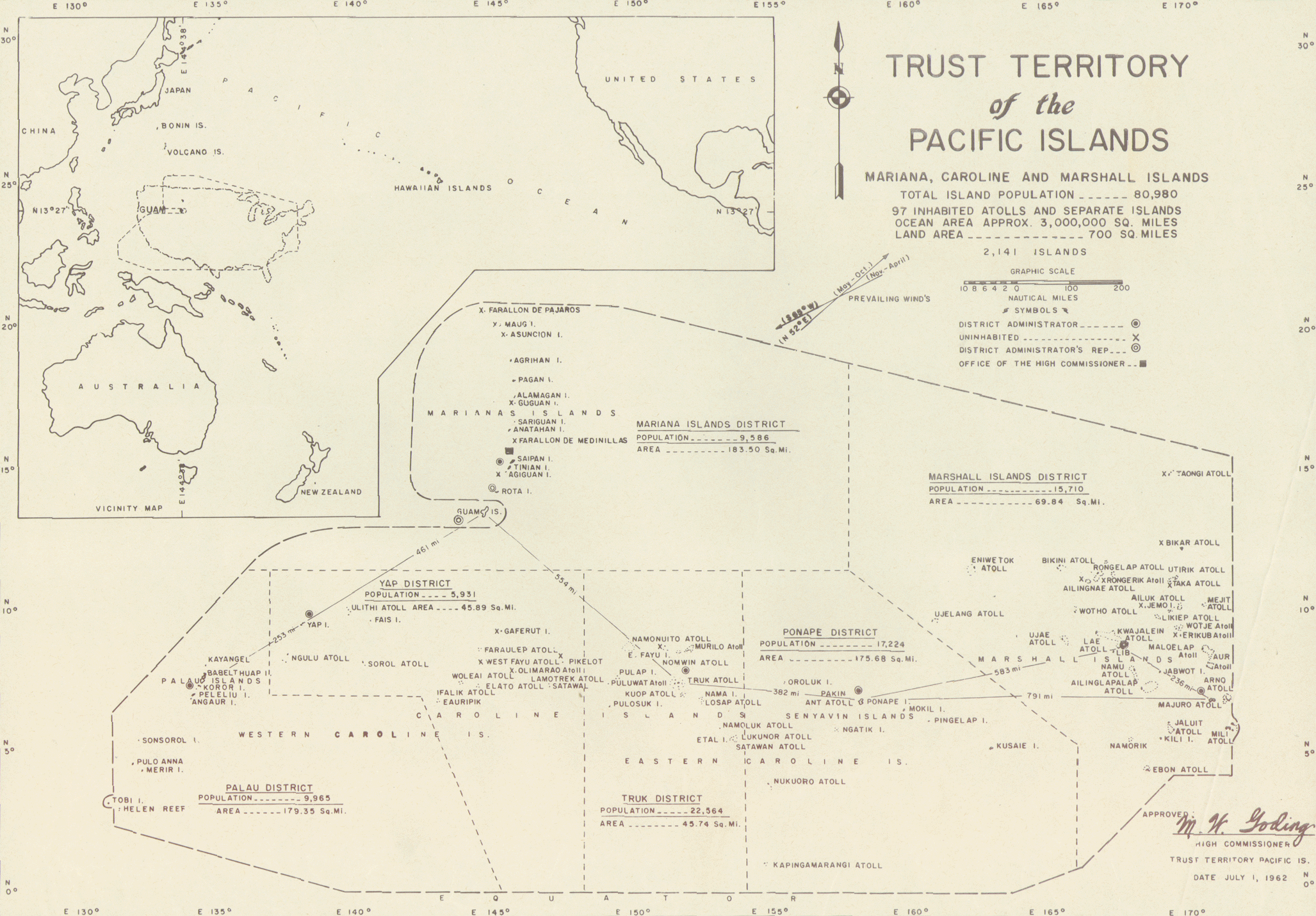
Eine Karte des US-Treuhandgebietes, in der die von Transocean Air Lines eröffneten Flugrouten eingezeichnet sind

Nachdem Transocean Air Lines im Jahr 1947 erstmals Pilgerflüge im Nahen Osten durchgeführt hatte, schloss sie im Folgejahr einen langfristigen Leasingvertrag mit Iranian Airways ab und setzte für diese fünf Flugzeuge im Pendelverkehr zwischen Teheran nach Dschidda ein. Anschließend führte das Unternehmen auch Pilotenschulungen und Wartungen für Iranian Airways aus. Ab 1948 erfolgten Linienflüge im Auftrag der pakistanischen Pak-Air von Karatschi nach London und Singapur sowie Trainingsprogramme für deren künftige Piloten. Im selben Jahr begann Transocean mit sieben Flugzeugen an der Berliner Luftbrücke teilzunehmen und beförderte in der „Operation Flying Bride“ einige tausend Kriegsbräute von München in die USA. Hinzu kamen Verbindungsflüge für die United States Air Force, weil deren Kapazitäten durch die Luftbrücke begrenzt waren. Für das Internationale Flüchtlingshilfswerk wurden ab 1948 etwa 25.000 osteuropäische Kriegsvertriebene überwiegend von München nach Südamerika, Australien und in die USA ausgeflogen. Im selben Jahr beauftragte die Regierung Venezuelas das Unternehmen mit der Aufnahme von planmäßigen Diensten zwischen Caracas und Rom, um italienische Einwanderer aufzunehmen. Transocean Air Lines eröffnete gleichzeitig zahlreiche Geschäftsstellen sowie Wartungseinrichtungen in den USA, Europa und Asien, in denen auch Maschinen anderer Fluggesellschaften und der US-Streitkräfte überholt wurden.
Durch Kontakte zum Gouverneur von Französisch-Somaliland kam es 1949 zur Gründung der Tochtergesellschaft Air Djibouti, deren operative Basis aus rechtlichen Gründen in Asmara eingerichtet werden musste.1) Das Unternehmen mietete Maschinen des Typs Curtiss C-46 von der Transocean Air Lines, die auf Passagier- und Frachtflügen von Djibouti nach Riad und Nairobi zum Einsatz kamen. Nachdem Frankreich der Air Djibouti die Landerechte für Französisch-Somaliland entzogen hatte, entwickelte sich ab 1950 eine enge Kooperation mit der im Aufbau befindlichen jordanischen Air Jordan. Für diese setzte Transocean Air Lines zunächst mehrere Curtiss C-46 und Douglas DC-3, später auch Douglas DC-4, im Wet-Lease auf Routen von Amman nach Bahrain, Beirut, Damaskus, Dschidda, Kairo sowie nach Nikosia ein. Daneben bildete sie die jordanischen Besatzungen aus. Am 7. März 1952 erwarb die Gesellschaft eine 49%ige Beteiligung an Air Jordan, ab 1953 war sie auch an Iranian Airways beteiligt.

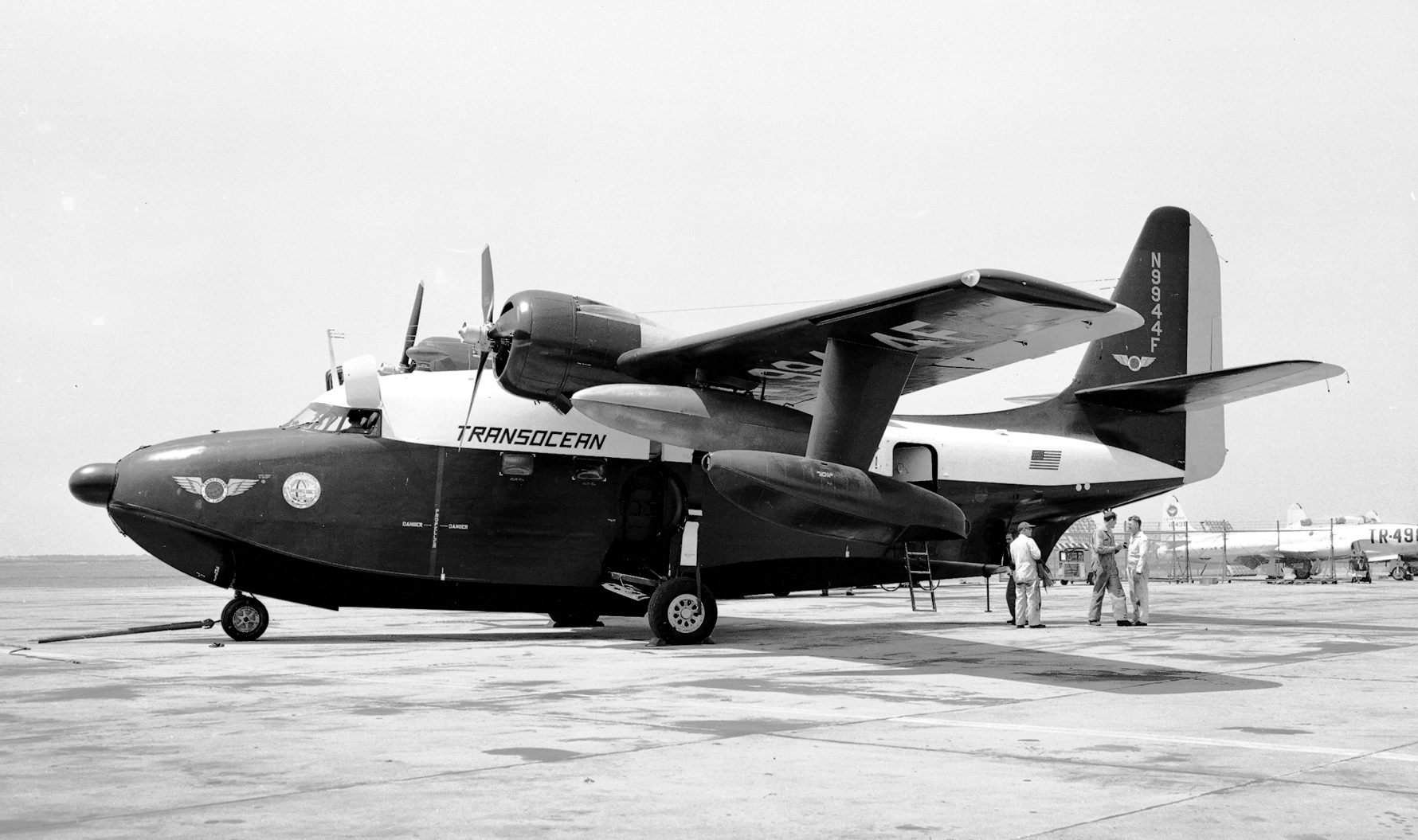
Ab 1954 setzte Transocean in den pazifischen Treuhandgebieten Maschinen des Typs Grumman SA-16A Albatross ein

Das Innenministerium der Vereinigten Staaten führte im Jahr 1949 eine Ausschreibung durch, um den zivilen Luftverkehr in dem von den USA verwalteten Pazifikgebieten (Trust Territory of the Pacific Islands) zu reaktivieren, der seit Ausbruch des Pazifikkriegs ruhte. Nach dem Gewinn der Ausschreibung richtete Transocean Air Lines eine Basis auf der Agana Naval Air Station in Guam ein und stellte gebrauchte Amphibienflugzeuge des Typs Consolidated PBY in Dienst. Diese kamen ab dem 1. Juli 1951 auf Linienflügen von Guam nach Saipan, über Yap nach Koror sowie auf einem wöchentlichen Rundkurs von Guam über Truk (Karolinen), Ponape (Mikronesien) nach Majuro und Kwajalein (Marshallinseln) zum Einsatz. Weil die Flüge auf dem Rundkurs nur tagsüber stattfanden, benötigten die Maschinen zehn Tage für einen kompletten Umlauf. Vier Flugzeuge des Typs Grumman Albatross lösten ab 1954 die Consolidated PBY auf diesen Routen ab.

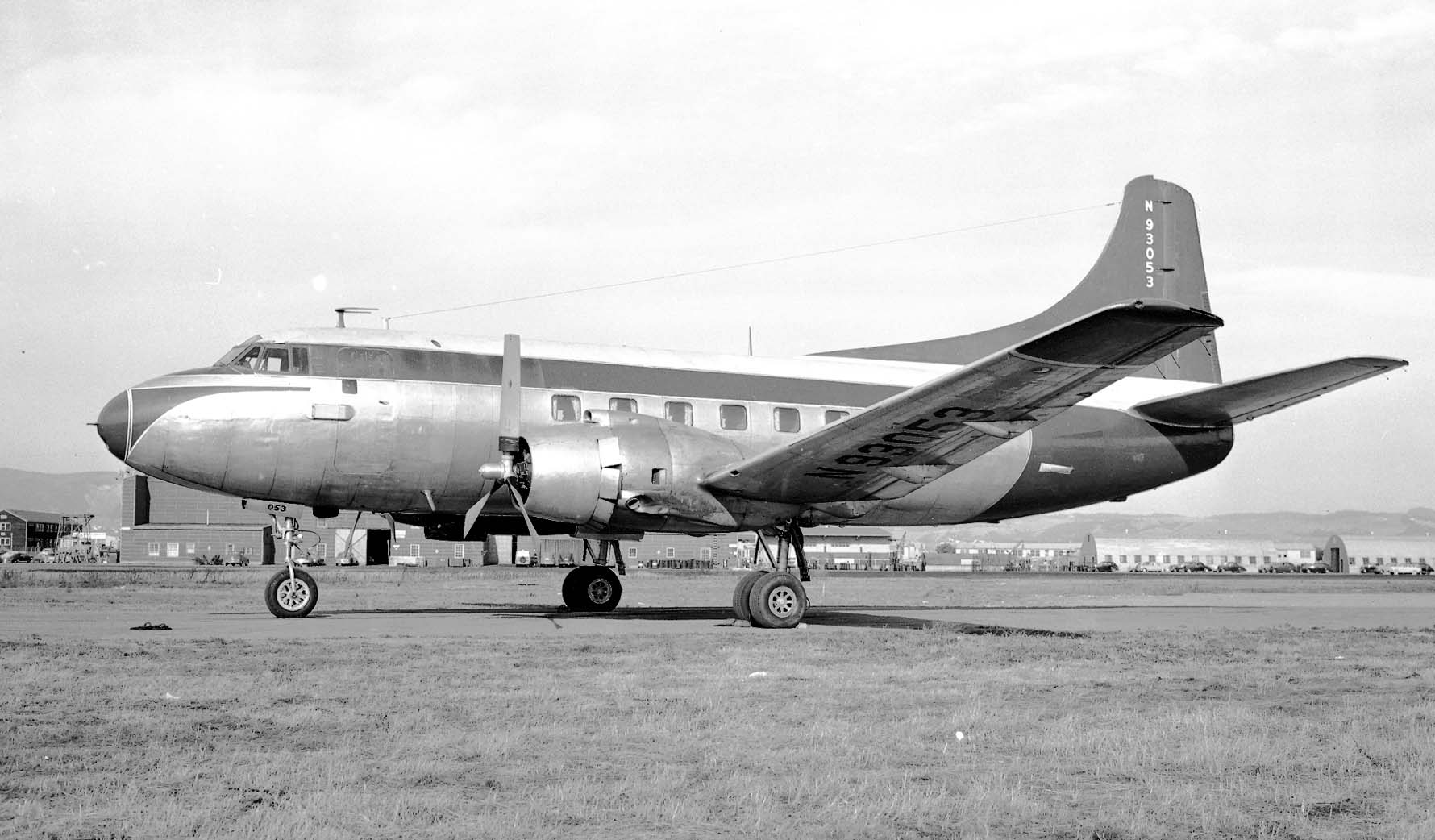
Eine Martin 2-0-2 der Transocean Air Lines, 1951

Mit Beginn des Koreakriegs stieg die Anzahl der militärischen Charteraufträge ab 1950 sprunghaft an. Transocean Air Lines stellte daraufhin eine große Anzahl weiterer Douglas DC-4 bzw. C-54 in Dienst und führte bis zum Kriegsende im Jahr 1953 rund 14 Prozent aller US-amerikanischen Truppentransporte und Versorgungsflüge nach Südkorea durch. Ab Oktober 1951 setzte das Unternehmen Maschinen des Typs Martin 2-0-2 im Wet-Lease für die neugegründete Japan Air Lines ein, für die sie im Anschluss auch Piloten, Flugingenieure und Dispatcher ausbildete. Daneben war Transocean Air Lines am Aufbau von japanischen Wartungseinrichtungen beteiligt. Im Jahr 1954 erfolgten Pilotenschulungen für die Lufthansa in der Taloa Flight Academy. Zudem stellte die Gesellschaft zehn Bordnavigatoren zur Verfügung, mit denen Lufthansa ihren Transatlantikverkehr aufnahm. Ab Dezember 1957 wurden zwei Douglas DC-4 und ab dem 5. März 1959 eine Lockheed L-1049 im Wet-Lease für Lufthansa auf Frachtflügen in die USA betrieben.
1) Die von Transocean gegründete Air Djibouti war ein anderes Unternehmen als die gleichnamige Air Djibouti, die ihren Betrieb erst im Jahr 1963 aufnahm.

## Wirtschaftlicher Niedergang

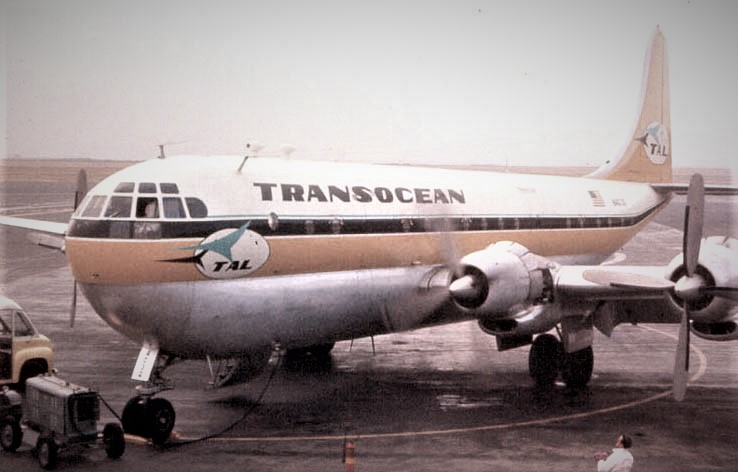
Mit der Indienststellung der Boeing 377 änderte Transocean im Jahr 1958 die Farbgebung ihrer Flugzeuge

Nach Ende des Koreakriegs reichte die Anzahl der militärischen und zivilen Charteraufträge nicht mehr aus, um die stark vergrößerte Flotte auszulasten. Transocean Air Lines bemühte sich ab 1954 mehrfach um eine Genehmigung von Linienflugrechten auf transpazifischen Routen, jedoch erteilte die US-amerikanische Luftfahrtbehörde Civil Aeronautics Board (CAB) keine entsprechende Erlaubnis. Aufgrund der damals geltenden Regulierungen durften US-Charterfluggesellschaften („Supplemental Airlines“) weder dauerhafte Flugverbindungen aufnehmen noch Tickets im Einzelverkauf anbieten. Dazu kam, dass das CAB die Betriebsgenehmigung einer „Supplemental Airlines“ jederzeit widerrufen konnte, wodurch es diesen Gesellschaften schwer fiel, Investoren zu finden oder langfristige Kredite zu erhalten. Transocean Air Lines musste die Verluste im operativen Geschäft ausgleichen, indem sie den größten Teil ihrer Flugzeuge verkaufte.
Während die Fluggesellschaft Verluste einflog, erwirtschafteten ihre zahlreichen Tochterunternehmen weiterhin Gewinne. Dazu zählten neben diversen Wartungszentren, Flugschulen und Ingenieurbüros unter anderem auch Restaurants, ein Hotel sowie eine Straßenbaufirma. Um die Gesamtkosten zu reduzieren und neue Investoren zu finden, wurde im Oktober 1955 beschlossen, die Transocean Air Lines mit ihren bis dahin rechtlich eigenständigen Tochterfirmen zusammenzuschließen. Hieraus ging am 1. Juni 1956 die Holdinggesellschaft The Transocean Corporation of California hervor.
Anfang 1957 erwarb das in New York ansässige Investmentunternehmen Atlas Corporation, das auch Beteiligungen an Northwest Airlines besaß, 40 Prozent der Gesellschaftsanteile. Transocean erhielt damit die Mittel, um den Kauf von 14 gebrauchten Boeing 377 der BOAC zu finanzieren. Die Maschinen kamen erstmals im Sommer 1958 auf militärischen und zivilen Charterflügen (Affinity-Group-Charter) nach Europa zum Einsatz. Durch eine teilweise Lockerung der strikten CAB-Vorschriften konnte Transocean gleichzeitig eine feste Verbindung von Oakland über Hawaii, Wake und Guam nach Okinawa einrichten, die zweimal wöchentlich beflogen wurde. Für diese Route bot die Gesellschaft nationale Anschlussdienste von Oakland über San Francisco nach Chicago und New York an. Die geringe Anzahl von Einsätzen reichte nicht aus, um die vorhandenen Boeing 377 wirtschaftlich zu betreiben. Als im November 1958 weiterer Finanzhilfen benötigt wurden, übernahm die Atlas Corporation die Mehrheitsbeteiligung an der Gesellschaft und begann damit, die noch gewinnbringenden Unternehmensbereiche meistbietend zu verkaufen. Transocean fehlte danach die Möglichkeit, ihre Verluste im Flugbetrieb mit Einnahmen aus anderen Geschäftsfeldern ausgleichen. Die desolate Finanzsituation führte im Verlauf des Jahres 1959 dazu, dass mehrere Boeing 377 eingelagert und als Ersatzteilspender für die anderen Flugzeuge genutzt werden mussten. Anfang 1960 stellte die Gesellschaft sämtliche Charterflüge ein. Die Flugdienste in den pazifischen Treuhandgebieten wurden bis zur Insolvenz am 11. Juli 1960 weitergeführt.

## Zwischenfälle
Von 1949 bis zur Betriebseinstellung 1960 kam es bei Transocean Air Lines zu fünf Totalschäden von Flugzeugen. Bei allen fünf davon kamen insgesamt 106 Menschen ums Leben. Vollständige Liste:
- Am 15. August 1949 mussten die Piloten einer Douglas DC-4/C-54 (Luftfahrzeugkennzeichen N79998) etwa 13 Kilometer vor der irischen Westküste eine nächtliche Notwasserung durchführen. Das aus Rom kommende Flugzeug war zunächst weit auf den Atlantik hinausgeflogen, anstatt in Shannon zwischenzulanden. Nachdem die Besatzung ihren Irrtum bemerkt hatte und umgekehrt war, ging der Treibstoff aus. Sieben Fluggäste und ein Besatzungsmitglied kamen bei der Notwasserung ums Leben. Die anderen 50 Insassen wurden von der Besatzung eines Fischtrawlers gerettet (siehe auch Flugunfall bei Lurga Point).[30]

- Am 5. November 1951 wurde eine Martin 2-0-2 (N93039) nahe dem Tucumcari Municipal Airport (New Mexico) in den Boden geflogen. Zum Unfallzeitpunkt lag die Sichtweite am Platz unter dem zulässigen Minimum für eine Landung. Ein Passagier kam ums Leben; die anderen 28 Insassen überlebten den Zwischenfall.[31]

- Am 30. Dezember 1951 verunglückte eine Curtiss C-46F-1-CU der Transocean Air Lines (N68963) in der Nähe des Flughafens Fairbanks (Alaska). Zuvor hatten die Piloten mitgeteilt, dass der Radiokompass (ADF) ausgefallen sei. Das Frachtflugzeug wurde erst vier Tage nach dem Unfall gefunden. Die vier Insassen kamen ums Leben (siehe auch Transocean-Air-Lines-Flug 501).[32]

- Am 20. März 1953 stürzte eine Douglas DC-4/C-54G der Transocean Air Lines (N88942) 19 Kilometer südwestlich von Alvarado (Kalifornien) ab, während sie nahe dem Zielflughafen Oakland in einer Warteschleife kreiste. Die Ursache für den Kontrollverlust konnte nicht ermittelt werden. Alle 35 Insassen, fünf Besatzungsmitglieder und 30 Passagiere, starben beim Aufprall.[33]

- Am 12. Juli 1953 verunglückte eine Douglas DC-6 (N90806) etwa 630 km (340 NM) östlich der Insel Wake im Pazifischen Ozean. An Bord befanden sich 58 Personen. Die wenigen gefundenen Trümmer deuteten darauf hin, dass das Flugzeug mit hoher Geschwindigkeit aufgeschlagen war. Die Unfallursache blieb unklar (siehe auch Transocean-Air-Lines-Flug 512).[34][35]

## Flotte

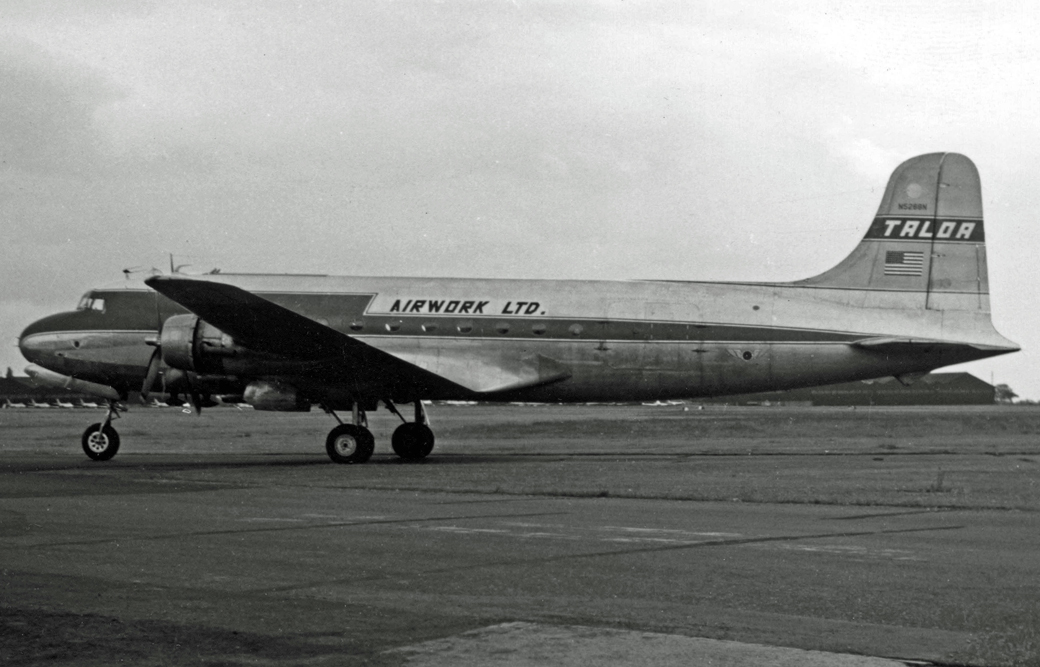
Eine Douglas DC-4/C-54, die Transocean Air Lines im Jahr 1955 für die britische Airwork Ltd. betrieb

### Flotte bei Betriebseinstellung
Im Jahr der Betriebseinstellung bestand die Flotte aus acht Boeing 377 (sechs weitere waren als Ersatzteilspender nicht lufttüchtig), drei Douglas DC-4, drei Grumman SA-16A, drei Lockheed L-749A und zwei Lockheed L-1049H.

### Zuvor eingesetzte Flugzeuge
Im Lauf ihrer Geschichte betrieb Transocean Air Lines auch folgende Flugzeugtypen:
| - Boeing B-17G - Boeing Stearman - Cessna 170 - Cessna UC-78 - Consolidated PBY - Convair CV-240 - Curtiss C-46 - Douglas DC-2 - Douglas DC-3 | - Douglas DC-6A/B - Grumman G-44 - Lockheed Lodestar - Lockheed L-1049G Super Constellation - Martin 2-0-2 - Noorduyn Norseman - Piper PA-18 - Stinson Reliant |

## Trivia

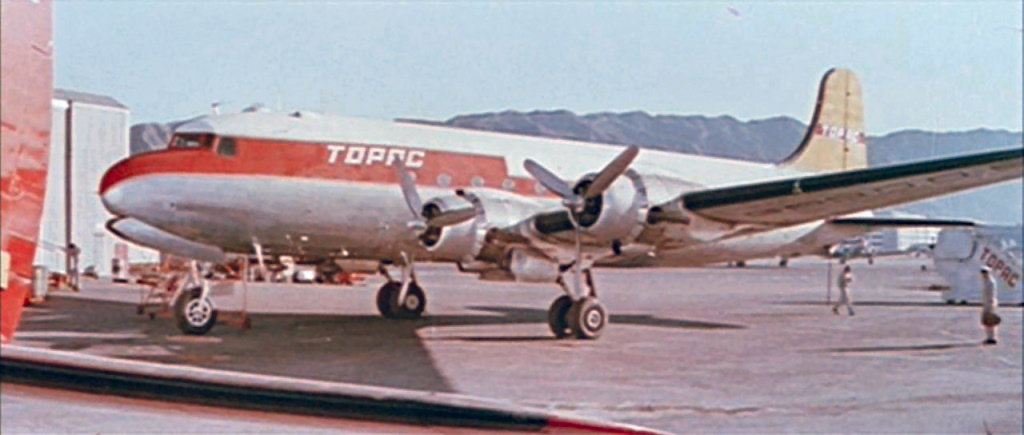
Für den Film „Es wird immer wieder Tag“ trug diese Douglas DC-4 die Aufschrift TOPAC, behielt aber die Bemalung der Transocean Air Lines

- Die Bezeichnung Taloa, unter der die Gesellschaft auch bekannt war, stand für Transocean Air Lines Oakland. Die Flugzeuge trugen diesen Namen bis zur Einführung der Boeing 377 auf dem Seitenleitwerk. Zudem wurde er als Rufzeichen sowie als Taufname für einige Flugzeuge genutzt (z. B. „Taloa Manila-Bay“). Die Angestellten des Unternehmens nannten sich „Taloans“.
- Der Transocean-Pilot Ernest K. Gann schrieb die Romanvorlagen für die Spielfilme „Das letzte Signal“ („Island in the Sky“) und „Es wird immer wieder Tag“ („The High and the Mighty“). Für die Dreharbeiten beider Filme kamen Maschinen der Transocean Air Lines zum Einsatz. Daneben wurden Szenen des Spielfilms „Mord in den Wolken“ („Julie“) in der Taloa Flight Academy gedreht.[39]
- Thailand beauftragte die Gesellschaft im Januar 1950 damit, seine von den Japanern beschlagnahmten Goldreserven im damaligen Gesamtwert von 46 Millionen US-Dollar aus Tokio zur Einlagerung in die USA zu transportieren. Aufgrund des hohen Gewichts der Fracht kamen mehrere Douglas C-54 im Pendelverkehr zum Einsatz, die jeweils mit Goldbarren im Wert von 6 Millionen US-Dollar beladen wurden.[40]
- Im Jahr 1952 baute die Transocean-Werft in Oakland (AEMCO) eine für den saudischen König Abd al-Aziz ibn Saud bestimmte Douglas DC-4 zu einem fliegenden Palast („Flying Palace“) mitsamt Thron aus. Um dem im Rollstuhl sitzenden König den Einstieg zu ermöglichen, wurde an der hinteren Frachtluke ein einziehbarer Fahrstuhl montiert. Als Vorbild diente hierzu Franklin D. Roosevelts Präsidentenmaschine, die VC-54C „Sacred Cow“.[41][42]
- Nachdem der Transocean-Kapitän Andrew Madsen in Deutschland ein Stroboskop gesehen hatte, kam er auf die Idee, die Leuchtkraft von Positionslichtern auf diese Weise zu verstärken. Das Taloa-Tochterunternehmen AEMCO rüstete im Jahr 1955 erstmals eine Versuchsmaschine mit Stroboskoplampen aus und entwickelte diese Technologie zur Marktreife weiter (damals „Madsen Lights“ genannt). Die weiß blinkenden Kollisionswarnlichter (heute bekannt als Strobes) werden seitdem standardmäßig in der zivilen und militärischen Luftfahrt verwendet.[43]